# 아포대로
아포대로(Apo-daero)는 경상북도 김천시 덕곡동에서 김천시 아포읍를 잇는 12.7km의 도로이다.

## 주요 경유지
경상북도
- 김천시 (덕곡동 . 율곡동 . 아포읍)

## 노선
| 이름                          | 접속 노선                 | 소재지 | 소재지 | 비고 |
| ----------------------------- | ------------------------- | ------ | ------ | ---- |
| 무실삼거리                    | 국도 제5호선 (영남대로)   | 김천시 | 덕곡동 |      |
| 용전교차로 (율곡육교)         | 지방도 제913호선 (혁신로) | 김천시 | 율곡동 |      |
| 대신과선교                    |                           | 김천시 | 아포읍 |      |
| 대신교차로 (대신1육교)        | 대신길 초곡길             | 김천시 | 아포읍 |      |
| (교차로 이름 미상) (봉선육교) | 작동길 대신길             | 김천시 | 아포읍 |      |
| 봉산교차로                    | 오봉로 작동길             | 김천시 | 아포읍 |      |
| 봉선교                        |                           | 김천시 | 아포읍 |      |
| 아포초등학교교차로            | 아포1로 국사1길           | 김천시 | 아포읍 |      |
| 아포역사거리                  | 지방도 제916호선 (포아로) | 김천시 | 아포읍 |      |
| 돌고개                        |                           | 김천시 | 아포읍 |      |
| 송천삼거리                    | 송선로                    | 김천시 | 아포읍 |      |
| 구미대학교                    | 숭산길                    | 구미시 | 부곡동 |      |
| 야은로와 직결                 |                           |        |        |      |

## 주요 건물 및 시설
- 미래여행사 (아포대로 3/덕곡동 1026-6)
- 타이어프로(아포대로 8/덕곡동 970-4)
- 블랙야크 (아포대로 9/덕곡동 1026-7)
- 르노코리아자동차 김천대리점 (아포대로 15/덕곡동 968)
- CU 김천아포대로점 (아포대로 31/덕곡동 1027-32)
- 현대오일뱅크 유래주유소 (아포대로 41/덕곡동 691-9)
- 현대오일뱅크 남면오일뱅크 (아포대로 345/초곡리 781-1)
- 대신주유소 (아포대로 623/대신리 883-3)
- SK에너지 샛별주유소 (아포대로 696/대신리 505-1)
- S-OIL 대경주유소 (아포대로 763/봉산리 1067-1)
- 현대오일뱅크 아포대로주유소 (아포대로 775/봉산리 1062)
- 경북과학기술고등학교 (아포대로 1053/국사리 757-1)
- 아포초등학교 (아포대로 1067/국사리 571)
- 애플편의점 (아포대로 1073/국사리 572-11)
- 현대오일뱅크 송천 현대주유소 (아포대로 1295/송천리 1035-1)
- 모다아울렛 김천구미점 (아포대로 1417/송천리 291-9)